# Kang Yong-sop
Kang Yong Sop (15 de octubre de 1931 – 21 de enero de 2012) fue un político y clérigo norcoreano, segundo hijo del vice primer ministro Kang Ryang-uk y de Song Sok-jong. Sirvió como presidente de la Federación de Cristianos de Corea y vicepresidente del Consejo de Religiosos de Corea. También fue el vicepresidente de la rama norcoreana de la Alianza Pancoreana para la Reunificación, delegado a la 12a Asamblea Suprema del Pueblo y miembro del Presidium, y director de la Academia Teológica de Pionyang.

## Carrera
En enero de 1969 Kang fue nombrado vicedirector de oficina en el buró del gabinete administrativo. Se convirtió en embajador en Rumanía ese mismo año y en Malta en 1971.
Kang sirvió como presidente del comité central de la Federación de Cristianos de Corea desde febrero de 1989, vicepresidente del Consejo de Religiosos de Corea en mayo del mismo año y nuevamente presidente del comité central de la FCC. Fue miembro de miembro del comité político de la unificación en la Asamblea Suprema del Pueblo desde mayo de 1990. En marzo de 1991 se convirtió en director de la Academia Teológica de Pionyang.
En julio de 1991 sirvió como vicepresidente de la Asociación de la Amistad Corea del Norte-Japón y como miembro del comité central del Frente Democrático para la Reunificación de la Patria y posteriormente en vicepresidente del comité norcoreano para la implementación de la Declaración Conjunta Norte-Sur del 15 de junio de 1993. Murió de un infarto el 21 de enero de 2012 en Pionyang.
Tras ser elegido a la 9a Asamblea Suprema del Pueblo en abril de 1990, Kang sirvió en la 10a (1998), 11a (2003) y 12a (2009) sesiones de la asamblea como diputado y miembro de su presidium. Fue miembro de los comités de duelo en las muertes de Kim Il-sung en1994, Ri In-mo en 2007 y Park Sung-chul en 2008.